# Jerzy Dąbrowski (konstruktor)
Jerzy Dąbrowski (ur. 8 września 1899 w Bełchowie, zm. 17 września 1967 w Renton) – polski konstruktor lotniczy, twórca bombowca PZL.37 Łoś. Jest uważany za twórcę nowoczesnego profilu skrzydła laminarnego.

## Życiorys

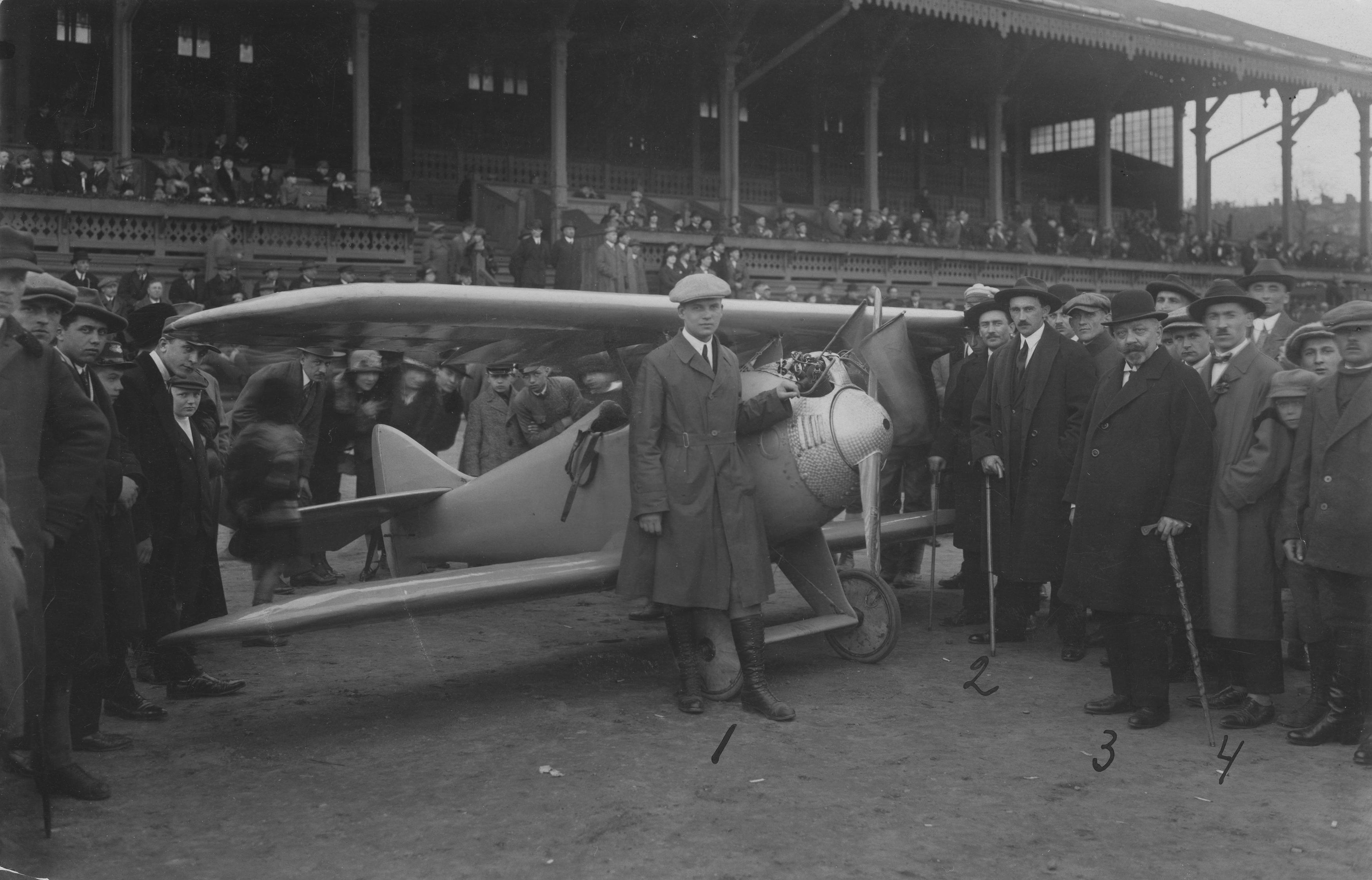
Jerzy Dąbrowski przy samolocie D-1 Cykacz

Urodził się w Bełchowie na stacji „Nieborów” k. Łowicza w rodzinie urzędnika kolejowego. W 1921 rozpoczął studia na Wydziale Architektury Politechniki Warszawskiej, lecz w 1922 przeniósł się na jej Wydział Mechaniczny. Był członkiem Sekcji Lotniczej Koła Mechaników Studentów PW. Pierwszy samolot skonstruował w Centralnych Warsztatach Lotniczych w Warszawie w 1924 roku, był to dwupłatowy ultralekki samolot sportowy D-1 Cykacz, oblatany w lutym 1925 – pierwszy samolot sportowy skonstruowany w Polsce. W 1925 Dąbrowski jako jeden z trzech cywilów (wraz ze Jerzym Drzewieckim i Szczepanem Grzeszczykiem) uzyskał zezwolenie władz wojskowych na odbycie szkolenia lotniczego w 1 pułku lotniczym w Warszawie, po czym w 1926 ukończył kurs pilotażu wojskowego, latając m.in. na myśliwcach.
Z powodu trudnych warunków materialnych, w 1926 przerwał studia i podjął pracę w Zakładach Mechanicznych Plage i Laśkiewicz w Lublinie, gdzie w biurze konstrukcyjnym Jerzego Rudlickiego uczestniczył w konstruowaniu samolotu rozpoznawczo-bombowego Lublin R.VIII i jego wersji pasażerskiej R.IX. W 1927 wraz z Antonim Uszackim zaprojektował samolot sportowy DUS-III „Pta-Pta”, zbudowany następnie w 1928 przez nich w lubelskim Kole Lotniczym. Zainteresowany rozwojem lotnictwa na świecie, w swoich konstrukcjach Dąbrowski wprowadzał liczne nowe rozwiązania, m.in. DUS-III był drugim polskim samolotem z duralową konstrukcją kadłuba.
W 1928 roku na propozycję dyrektora Państwowych Zakładach Lotniczych w Warszawie, Dąbrowski rozpoczął pracę w PZL w charakterze konstruktora, pracując tam już do wybuchu wojny. Jeszcze w 1928 wspólnie z inż. Franciszkiem Kottem skonstruował samolot łącznikowy PZL Ł-2, wyprodukowany w małej serii i wsławiony rajdem po Afryce. W 1932 roku wspólnie z inż. Franciszkiem Misztalem skonstruował samolot sportowy, całkowicie metalowy PZL.19, na zawody samolotów turystycznych Challenge 1932. W 1934 roku zaprojektował rozwinięcie samolotu PZL.19 – samolot PZL.26 na zawody Challenge 1934.
Największym osiągnięciem Dąbrowskiego było zaprojektowanie nowoczesnego dwusilnikowego bombowca średniego PZL.37 Łoś, mimo że do tej pory nie zajmował się samolotami tego rodzaju i wielkości. Jego projekt został skierowany do realizacji w drodze wewnętrznego konkursu PZL jesienią 1934 i Dąbrowski objął funkcję głównego konstruktora Łosia. Jego zastępcą był inż. Piotr Kubicki, który był autorem m.in. dwukołowego wózka goleni podwozia głównego (patent). W efekcie powstał samolot, zaliczający się do jednego najlepszych bombowców średnich na świecie, mający szereg nowych rozwiązań technicznych i niewielkie rozmiary przy relatywnie dużym udźwigu. Był on nieporównanie lepszy od innych polskich bombowców średnich projektowanych w tym czasie. Łoś spotkał się z zainteresowaniem za granicą i od 1938 był budowany dla polskiego lotnictwa wojskowego. Do wybuchu II wojny światowej wyprodukowano 102 maszyny PZL.37 z planowanych 126. W 1938 roku zastępca Dąbrowskiego, inż. P. Kubicki opracował wersję rozwojową Łosia, samolot bombowy PZL.49 Miś, który nie został jednak dokończony przed wybuchem wojny. Ponadto, w latach 1938–1939 opracował wstępny projekt samolotu myśliwskiego z silnikiem rzędowym PZL.62, niestety brak produkcji takich silników w Polsce i mała szansa na ich import z zagranicy (wobec groźby wojny) czyniły ten projekt nierealnym do wykonania.
Podczas II wojny światowej został ewakuowany wraz z personelem PZL przez Rumunię do Wielkiej Brytanii. Zgłosił się tam ochotniczo do polskiego lotnictwa we Francji, lecz na skutek upadku Francji w 1940 powrócił do Wielkiej Brytanii. Podczas wojny służył jako oficer techniczny Polskich Sił Powietrznych, współpracując z brytyjskim wojskowym przemysłem lotniczym. Po wojnie, w 1947 uzyskał dyplom inżyniera w Londynie (przed wojną, planował złożenie egzaminu dyplomowego na 1940 rok, aczkolwiek wnioskowano też o przyznanie mu tytułu inżyniera na podstawie dorobku konstrukcyjnego, do czego nie doszło wobec wybuchu wojny). Następnie od 1948 pracował roku w angielskim cywilnym przemyśle lotniczym, w wytwórniach Bevan Brothers (1948–1949, nad konstrukcją śmigłowca), Percival Aircraft (1949–1954, m.in. przy projektowaniu skrzydła Jet Provost), Folland Aircraft (1954–1955, m.in. przy projektowaniu skrzydła lekkiego myśliwca Folland Gnat).
W 1955 roku przeniósł się do USA i rozpoczął pracę w wytwórni samolotów Cessna (uczestniczył w konstruowaniu samolotu pasażerskiego Cessna 620). Od 1958 w Stanley Aviation pracował nad fotelami wyrzucanymi oraz oddzielaną awaryjnie kabiną naddźwiękowego bombowca B-58 Hustler. Od kwietnia 1959 pracował w wytwórni Boeinga w biurze studiów. Zajmował się tam m.in. konstrukcją kabiny statku kosmicznego Gemini.
Zmarł 17 września 1967 w Renton w stanie Washington, został pochowany w Greenwood Memorial Park.

## Ordery i odznaczenia
- Złoty Krzyż Zasługi (za konstrukcję PZL.37 Łoś)
- Srebrny Krzyż Zasługi (11 listopada 1934)[1]